# Seeking the Way: The Greatest Hits
Seeking the Way: The Greatest Hits – album kompilacyjny amerykańskiej grupy muzycznej Shadows Fall, wydany 26 października 2007 nakładem wytwórni Century Media Records (jeszcze przed podpisaniem kontraktu z Atlantic Records), stanowiący przekrój dotychczasowej twórczości zespołu.
Utwory pochodzą z następujących wydawnictw:
- Of One Blood (2000) – utwory 1-3, które kompletnie zremiksowano i zremasterowano
- Deadworld (2001) – utwory 4-5, również w całości zremiksowane i zremasterowane
- The Art of Balance (2002)
- The War Within (2004)
- Fallout from the War (2006)

## Lista utworów
| 1.  | "Crushing Belial"             | 05:25   |
|     |                               |         |
| 2.  | "Of One Blood"                | 04:45   |
|     |                               |         |
| 3.  | "Fleshold"                    | 03:44   |
|     |                               |         |
| 4.  | "Deadworld"                   | 04:47   |
|     |                               |         |
| 5.  | "Stepping Outside the Circle" | 05:15   |
|     |                               |         |
| 6.  | "Thoughts Without Words"      | 04:31   |
|     |                               |         |
| 7.  | "Destroyer of Senses"         | 02:55   |
|     |                               |         |
| 8.  | "The Idiot Box"               | 04:30   |
|     |                               |         |
| 9.  | "The Light That Blinds"       | 04:58   |
|     |                               |         |
| 10. | "Enlightened by the Cold"     | 03:02   |
|     |                               |         |
| 11. | "What Drives the Weak"        | 04:43   |
|     |                               |         |
| 12. | "Inspiration on Demand"       | 03:52   |
|     |                               |         |
| 13. | "The Power of I and I"        | 03:34   |
|     |                               |         |
| 14. | "In Effigy"                   | 03:24   |
|     |                               |         |
| 15. | "Seize the Calm"              | 02:54   |
|     |                               |         |
|     |                               | 1:02:19 |
|     |                               |         |

## Twórcy

### Skład zespołu
- Brian Fair – śpiew
- Jonathan Donais – gitara prowadząca, wokal wspierający
- Matthew Bachand – gitara rytmiczna, wokal wspierający
- Paul Romanko – gitara basowa
- David Germain – perkusja w utworach 1-5
- Jason Bittner – perkusja w utworach 6-14

### Inni
- Alan Douches – mastering